# Crocidura thalia
Crocidura thalia is een zoogdier uit de familie van de spitsmuizen (Soricidae). De wetenschappelijke naam van de soort werd voor het eerst geldig gepubliceerd door Dippenaar in 1980.

## Voorkomen
De soort komt voor in Ethiopië.